# Filippo Cecchi
Pour les articles homonymes, voir Cecchi.
Filippo Cecchi ou Giulio Isdegerde Cecchi (né à Ponte Buggianese le 31 mai 1822, et mort à Florence le 1er mai 1887), père piariste, est un physicien italien, inventeur d'instruments scientifiques.

## Biographie
Filippo Cecchi est né en 1822. Après des études à la Scuole Pie de Florence, Filippo Cecchi entre dans l'ordre piariste, étudie les sciences physiques et les mathématiques au collège florentin de San Giovannino et devient le compagnon d'études de Alessandro Serpieri. 
Ses occupations sont l'enseignement et la recherche qu'il étend de l'électromagnétisme, à la  télégraphie et particulièrement à la météorologie et à la sismologie. Il dirige, de 1872 à 1887, l'Observatoire Ximenes fondé par Ximenes  à Florence ; il y développe plusieurs stations météorologiques et en favorise la naissance de plusieurs autres en Toscane, à Fiesole, Lugliano, Pescia, Chiusi della Verna. Cecchi en outre dote l'Observatoire d'un important centre sismologique.
Cecchi invente et réalise  des types variés de sismographes, établit le projet et la réalisation d'un grand thermomètre et d'un grand baromètre, qui ont été placés dans la Loggia dei Lanzi à Florence pour informer les Florentins (ces instruments sont aujourd'hui exposés au Musée de l'Histoire de la science). Il apporte également des améliorations aux appareils télégraphiques et en 1854 construit un nouveau électroaimant. À l'occasion de la première Exposition Italienne, qui s'est déroulée à  Florence en 1861, Cecchi présente un nouveau type de moteur électrique ; il restaure le gnomon installé par Paolo Toscanelli dans le Dôme de Florence (déjà restauré par  Ximenes), en répétant à cette occasion les expériences de Foucault  (le pendule de Foucault). Comme responsable de l'installation des paratonnerres, il apporte d'importantes modifications en développant les systèmes traditionnels et obtient de bons résultats dans la protection des monuments florentins contre les risques électriques.
Filippo Cecchi devient membre résident à Rome de l'Accademia dei Lincei  et  est élu vice-président de la  Società Meteorologica Italiana qu'il a fondé avec Francesco Denza, laquelle, en 1885, tient son premier congrès à Florence.

## Œuvres et bibliographie
- Terremoti di Firenze del 23 dicembre e del 12 marzo 1878, de Cecchi F., dans le Bulletin  du Vulcanisme italien, A.V (1878), fasc. VI-VIII, p. 63, Rome (1878)
- Sismografo elettrico a carte affumicate scorrevoli, di Cecchi F., dans "L'Elettricista", A.I (1877), N.1 gennaio, Florence  (1877)
- Presentazione di un istrumento sismografico del P.Cecchi, de De Rossi M.S., dans "Atti della Pontificia Accademia de' nuovi Lincei", Rome (1883)
- La corrispondenza meteorologica italiana alpina-appennina, de Denza F., Rome (1877)
- Il P. Filippo Cecchi, in "Bullettino Mensuale della Società Meteorologica Italiana", de Denza F., Moncalieri (1887)
- Il sismografo analizzatore del P. Filippo Cecchi, di Giovannozzi G. dans  "Memorie della Pontificia Accademia de' Nuovi Lincei", Rome (1888)
- Per la commemorazione del P. Filippo Cecchi delle Scuole Pie, dans Ponte Buggianese, Giovannozzi G., Florence (1906)
- I sismografi del P. Cecchi, de Roberto G. dans "Bullettino della Società Meteorologica Italiana", Moncalieri (1887)